# Tipula deserticola
Tipula deserticola är en tvåvingeart som beskrevs av Evgenyi Nikolayevich Savchenko 1968. Tipula deserticola ingår i släktet Tipula och familjen storharkrankar. Inga underarter finns listade i Catalogue of Life.